# Lista de termos usados na Assembleia da República
Segue-se uma lista de termos usados na Assembleia da República:
- Agendamento potestativo
- Apreciação de Decreto-lei
- Assembleia Constituinte
- Assembleia da  República

- Assembleia Legislativa Regional

- Audição Parlamentar

- Autorização Legislativa

- Bancada Parlamentar, Grupo Parlamentar

- Círculo Eleitoral

- Comissão Parlamentar de Inquérito,  Inquérito Parlamentar

- Comissão Parlamentar Eventual

- Comissão Parlamentar Permanente

- Comissão Permanente

- Competências da Assembleia da  República

- Conferência de  Líderes

- Conferência de  Presidentes  das Comissões  Parlamentares

- Conselho de  Administração

- Conta Geral do Estado

- Debate de urgência

- Debate na especialidade

- Debate na generalidade

- Declaração de voto

- Declaração Política

- Decreto da Assembleia da República

- Delegação Parlamentar

- Deputado, Círculo Eleitoral

- Diário da Assembleia da República (DAR)

- Direito de Petição

- Direito de Veto

- Discussão Pública, Audição Parlamentar

- Dissolução da Assembleia da  República

- Eleição da Assembleia da República

- Governo, Governo da República Portuguesa

- Grandes Opções dos Planos  Nacionais, Orçamento do Estado

- Grupo Parlamentar de Amizade

- Grupo Parlamentar multilateral

- Grupo Parlamentar

- Imunidade  Parlamentar

- Iniciativa Legislativa popular

- Iniciativa  Legislativa

- Inquérito Parlamentar

- Interpelação

- Legislatura

- Lei

- Maioria Absoluta

- Maioria Qualificada

- Maioria Simples

- Mandato dos Deputados

- Mesa da Assembleia da República

- Método de Hondt

- Moção de censura

- Moção de confiança

- Moção de rejeição

- Orçamento do Estado (OE)

- Ordem do Dia

- Parecer da Comissão

- Perguntas e Requerimentos

- Petição, Direito de Petição

- Plenário da Assembleia da  República

- Presidente da Assembleia da  República

- Presidente da República

- Processo de urgência

- Processo Legislativo Comum,  Iniciativa  Legislativa

- Processo Legislativo Especial

- Programa do Governo, Moção de Rejeição

- Projecto de Lei, Iniciativa  Legislativa

- Promulgação, Veto

- Proposta de Lei, Iniciativa  Legislativa

- Quorum de Funcionamento da  Assembleia da República

- Quorum Deliberativo de Assembleia da  República

- Ratificação

- Referenda Ministerial

- Referendo

- Regimento da Assembleia da  República

- Relatório de actividades da  Assembleia da República

- Requerimentos, Perguntas e Requerimentos

- Resolução

- Reunião das Comissões

- Reunião Plenária

- Revisão constitucional

- Secretários da Mesa

- Separata do Diário da Assembleia da República (DAR)

- Sessão Legislativa, Legislatura

- Subcomissão

- Texto de substituição

- Tribunal Constitucional, Tribunal Constitucional de Portugal

- Veto do Presidente da República,  Direito de Veto

- Veto do Representante da  República, Direito de Veto

- Vice-Presidentes da assembleia

- Vice-Secretários da Mesa

- Votação Final Global

- Voto